# Conus chiapponorum
Conus chiapponorum is een in zee levende slakkensoort uit het geslacht Conus. De slak behoort tot de familie Conidae. Conus chiapponorum werd in 2004 beschreven door Lorenz. Net zoals alle soorten binnen het geslacht Conus zijn deze slakken roofzuchtig en giftig. Zij bezitten een harpoenachtige structuur waarmee ze hun prooi kunnen steken en verlammen.